# Russin

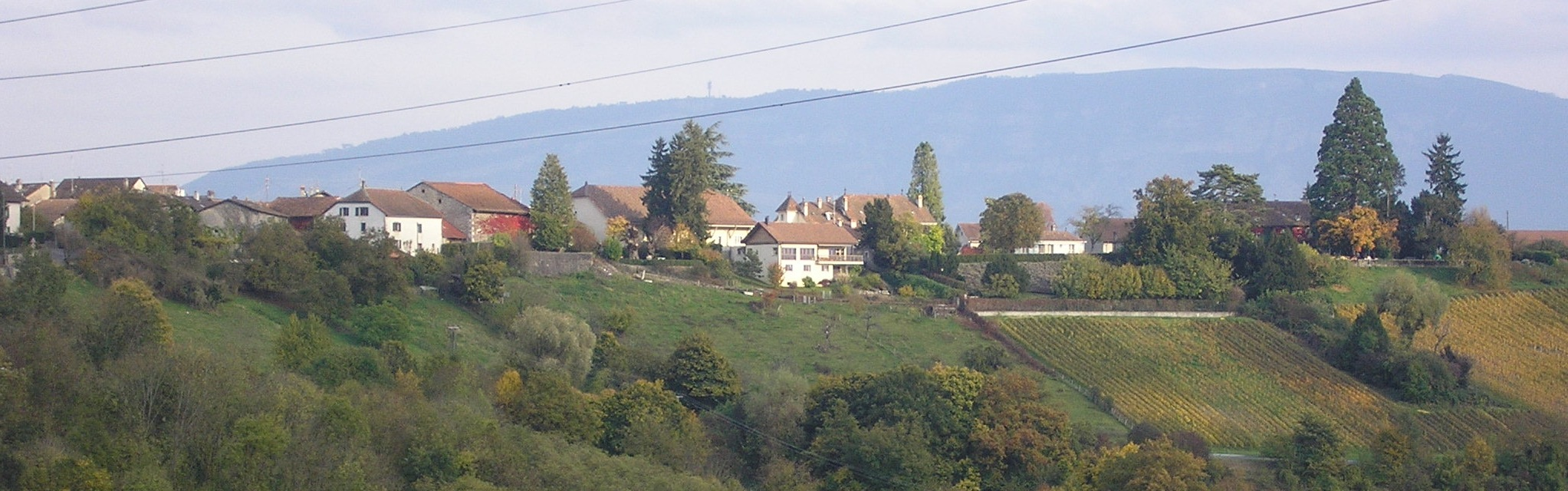
Russin

Russin là một đô thị thuộc bang Geneva ở Thụy Sĩ.